# Alexander Jones (historien des sciences)
Pour les articles homonymes, voir Alexander Jones et Jones.
Alexander Jones (né en 1960) est un historien des sciences canadien. Il s'est particulièrement intéressé à l'histoire des sciences et des mathématiques dans l'Antiquité.

## Formation et carrière
Alexander Jones a étudié la philologie classique à l'université de la Colombie-Britannique et l'histoire des mathématiques à l'université Brown et y a obtenu son doctorat en 1985. Il a ensuite travaillé pendant 16 ans à l'université de Toronto en tant que professeur de classiques et d'histoire et de philosophie des sciences et de la technologie avant de devenir professeur d'histoire antique des sciences à l'Institut d'études du monde antique (en) de l'université de New York. Il devient directeur de cet institut en septembre 2016,.

## Travaux
Il a publié divers textes scientifiques grecs anciens et médiévaux, en particulier le livre 7 de la Collection mathématique de Pappus d'Alexandrie,, le commentaire sur le Trésor de l'analyse, un manuel byzantin anonyme d'astronomie qui puise dans des sources arabes et des papyrus astronomiques et astrologiques d'Oxyrhynchos. Il s'est intéressé à Claude Ptolémée, à la machine d'Anticythère et aux relations entre l'astronomie et l'astrologie babylonienne et gréco-romaine.
Il s'est intéressé à Proclus, au calendrier attique,.

## Prix et distinctions
Il est membre de la Société royale du Canada depuis 2000 et membre de la Société américaine de philosophie. Il a été boursier Guggenheim et a reçu le prix Francis Bacon pour l'histoire des sciences.

## Publications (sélection)
- (en + grc) Pappus d'Alexandrie et Alexander Jones (édition, traduction, introduction et commentaire), Pappus of Alexandria, book 7 of the Collection : Part 1. Introduction, Text, and Translation and Part 2. Commentary Index, And Figures, New York, Heidelberg, Berlin, Springer, 1986 (ISBN 978-1-4612-4908-5, DOI 10.1007/978-1-4612-4908-5), édition et traduction du livre 7 de la Collection de Pappus, avec en introduction un résumé succinct des 8 premiers livres ; isbn de l'édition papier d'origine  (ISBN 3-540-96257-3) et  (ISBN 0-387-96257-3).
- An eleventh-century manual of Arabo-Byzantine astronomy (= Corpus des astronomes byzantins Vol. 3). Gieben, Amsterdam 1987,  (ISBN 90-5063-014-6).
- Ptolemy's first commentator (= Transactions of the American Philosophical Society Vol. 80, 7). American Philosophical Society, Philadelphie 1990,  (ISBN 0-87169-807-2).
- Papyrus astronomiques d'Oxyrhynchus (P. Oxy. 4133-4300a) (= Mémoires de l'American Philosophical Society Vol. 233). 2 volumes. American Philosophical Society, Philadelphie 1999,  (ISBN 0-87169-233-3).
- (Ed.): Ptolemy in perspective. Use and criticism of his work from antiquity to the nineteenth century (= Archimède Vol.23). Springer, Dordrecht, Heidelberg u. a. 2010,  (ISBN 978-90-481-2787-0) (dans celui-ci: pp. 11–44: Ancient rejection and adoption of Ptolemy´s frame of reference for longitudes).
- Olaf Pedersen : A survey of the Almagest. Avec annotation et nouveau commentaire d'Alexander Jones. Springer, New York, Heidelberg u. a. 2011,  (ISBN 978-0-387-84825-9).
- avec John Lennart Berggren : Ptolemy´s Geography - an annotated translation of the theoretical chapters, Princeton University Press 2000  (ISBN 0-691-01042-0)[8].Contient une traduction annotée des chapitres théorique, à savoir les livres 1-2 et 7-8.